# Thurø By
Thurø By es un pueblo danés perteneciente al municipio de Svendborg en la región de Dinamarca Meridional.
Tiene 3223 habitantes en 2016, lo que lo convierte en la segunda localidad más importante del municipio tras Svendborg.
Es la localidad más importante de la isla de Thurø. Se sitúa al noroeste de la isla y está conectado a Svendborg por un puente.